# 私語
私語（しご）とは厳粛な場において、その場を取り仕切っている人物に断りなく、場の流れを乱すような会話をすること。学校での授業中や職場での勤務中など喋ってはいけない状況でメンバー同士が勝手に会話をすることを指すことが多い。

## 概要
人間には集団の秩序を維持する機能があり、社会ルールから逸脱する存在に対しては倫理的判断によって嫌悪の感情が生じる。上映中の映画館や授業または講習中、など、他人に社会道徳性嫌悪（対人嫌悪）を想起させる場面で私語を慎むことを私語規範と呼ぶ。一般に社会道徳性嫌悪の感受性は、発達が進み集団への帰属意識が大きくなるとともに強くなる。そのため、年台が高い者ほど他者の私語を問題視する傾向がある。

## 日本の学校における私語
授業の妨げとなる私語は小学校から大学、専門学校に至るまで関心の高い教育問題となっており、1990年代以後に続出した学級崩壊や授業崩壊とマスコミが呼んだ、学級経営が困難な状況の要素のひとつとされる私語には授業内容に関係のある私語と無関係な私語があり、授業に関係のある話題の場合は規範意識が低下する。私語の大きさは、授業の分かりやすさや関心の持ち方とは必ずしも相関関係になく、テーマが身近なほど音量の大きい私語が増える傾向がある。また、多くの生徒は私語はしないほうが望ましいと承知しつつ、教師の私語への寛容度を見定めた上で私語を行っている。
席次の決まっていない大学などの授業では、教壇に近いほど私語は少なく、後ろの席ほど友人同士が固まり私語が増える傾向がある。喜多村和之は、アメリカの大学では日本の大学のように私語をする学生が少ないことを指摘し、その理由として、私語は講義から利益を得ようとする仲間の妨害となるという意識が共有されている為、学生間で私語が生じないように牽制しあうという。日本の学生にも私語規範は認識されているが、学生が自主的に注意しあうという姿はまず見られない。日本の大学生に私語が横行する原因として、私語に加わることが期待されているというインフォーマルな規範意識が、私語規範を上回ることが指摘されている。